# Doi Toshisato
Doi Toshisato est un nom japonais traditionnel ; le nom de famille (ou le nom d'école), Doi, précède donc le prénom (ou le nom d'artiste).
Doi Toshisato (土井 利里, 1722-11 septembre 1777) est un daimyo de l'époque d'Edo à la tête du domaine de Karatsu et, plus tard, du domaine de Koga. Il est aussi fonctionnaire du shogunat Tokugawa et exerce la fonction de Kyoto shoshidai. Il meurt en service à Kyoto.